# بخش ایسابال
بخش ایزبال (به اسپانیایی: Departamento de Izabal) یک منطقهٔ مسکونی در گواتمالا است که در گواتمالا واقع شده‌است. بخش ایزبال ۹٬۰۳۸ کیلومتر مربع مساحت و ۴۰۸٬۶۸۸ نفر جمعیت دارد.